# Filip IV Macedoński
Filip IV Macedoński (gr. Φίλιππος Δʹ ὁ Μακεδών) (zm. 297 p.n.e.) – najstarszy syn Kassandra i Tessaloniki (przyrodniej siostry Aleksandra Macedońskiego), po śmierci ojca w maju 297 p.n.e., na krótko odziedziczył tron macedoński. Szczegóły jego panowania nie są znane, zmarł po kilku miesiącach w 297 p.n.e. na gruźlicę, zostawiając tron dwóm niepełnoletnim braciom, Antypatrowi I i Aleksandrowi, pod regencją ich matki – Tessaloniki.